# Кератомилёз
Кератомилёз (др.-греч. κέρας — роговица и σμίλευμα — резьба) — хирургическая  операция, направленная на изменение формы роговицы глаза и коррекцию её рефракционных свойств в процессе которой  тонкий слой роговичной ткани (стромы) удаляется при помощи микрокератома, фемтосекундного лазера или другого оборудования.
В настоящее время процедура LASIK является наиболее широко используемой при проведении процедуры кератомилёза. Для отрезания поверхностного слоя роговицы и формирования лоскута  обычно используется микрокератомия, но также может использоваться и фемтосекундный лазер. 
До появления эксимерного лазера кератомилёз делался с помощью замораживания тонких иссечённых внутренних слоёв роговицы,  которые затем шлифовались аналогично оптическим линзам. После оттаивания обработанные слои роговицы помещались обратно под поверхностный роговичный лоскут, тем самым достигалось улучшение зрения.  